# JPYC
JPYC株式会社（、英: JPYC inc.）は東京都千代田区に本社を置く日本のWeb3スタートアップ企業である。

## 概要
世界でも代表的なドル建てステーブルコインUSD Coin（USDC）を発行するCircle社（アメリカ）のベンチャーキャピタル部門であるCircle Venturesより出資を受けている。
資金決済に関する法律に基づき、基準日（3月末・9月末）における前払式支払手段未使用残高の50％以上を発行保証金として供託基準日に東京法務局に供託している。

## 許認可
JPYC株式会社は以下の許認可を得ている：
- 第二種資金移動業者（登録番号 関東財務局長 第00099号）[4][5]

## 沿革

### 2019年
- 11月20日 設立

### 2020年
- 8月11日 事業者用自家型前払式支払手段ERC20トークンの「ICHIBA(ICB)」を販売開始[6]

### 2021年
- 1月27日 日本円ステーブルコイン「JPYC（JPYCoin）」リリース、販売開始[7]
- 2月26日 NFT領域と事業展開するスマートアプリ株式会社（現・SBINFT株式会社）と事業提携[8]
- 3月8日 JPYCがxDAI（現・Gnosis Chain）及びPolygon（matic）対応[9]
- 4月6日 アステリア株式会社と資本業務提携[10]
- 4月13日 国内初「写真展×NFT」及びCYBERJAPAN DANCERSフォトNFTオークション開催の技術支援[11]
- 5月21日 関東財務局への前払式支払手段（自家型）発行者届出[12]
- 6月23日 日本資金決済業協会に加入[13]
- 6月25日 JPYC Appsにてネット専用Visaプリペイドカード「Vプリカギフト」交換開始[14]
- 7月9日 川根本町の地方創生に向け株式会社KAWANEホールディングスと業務提携[15]
- 8月1日 監査等委員会設置会社に移行、社外取締役に三根公博、増田雅史、柚木庸輔が就任[16]
- 8月11日 JPYC販売金額が発行以来7か月で1億円突破ーこれまでのJPYCの振り返りと今後についてー[17]
- 8月20日 代表取締役　岡部典孝がブロックチェーン推進協会（BCCC）理事に就任[18]
- 8月27日 元・明治安田損害保険代表取締役社長の重森豊氏が顧問に就任[19]
- 9月28日 JPYC販売金額2億円及びVプリカギフト交換累計額1億円突破[20]
- 9月30日 本社移転（東京都千代田区へ）[21]
- 10月7日 日本発パブリックブロックチェーンAstar/Shidenの開発をリードするステイクテクノロジーズと事業提携[22]
- 10月29日 西麻布の老舗酒店「長野屋」がウィスキー引換券NFT「いいさけん」をライブコマースにて10月29日に販売、JPYC社とSBINFT社がNFTの発行に関し技術支援[23]
- 11月1日 JPYCがShiden Network対応[24]
- 11月8日 一般社団法人DeFi協会に入会。JPYC代表の岡部典孝がアドバイザーに就任[25]
- 11月10日 Headline Asia、Circle Venturesなど国内外の投資家からシリーズA総額5億円の資金調達を実施を発表[2]
- 11月12日 暗号資産ウォレット「Links」において動くJPYC Botにおいて、ビットコインや銀行振込でJPYC購入可能に[26]
- 12月6日 松屋銀座にてJPYCを利用した買い物が可能に[27]
- 12月28日 一般社団法人DeFi協会にステーブルコイン部会が新設。JPYC代表の岡部典孝が部会長に就任[28]

### 2022年
- 1月6日 次世代クレジットカード「Nudge」との提携を開始[29]
- 1月19日 マイクロソフト社のスタートアップ支援プログラム「Microsoft for Startups」に採択[30]
- 1月26日 新経営執行体制のお知らせ[31]
- 1月27日 JPYC発行後1年で累計発行額5億円を突破[32]
- 2月2日 JPYC BotにてJPYCのネット専用Visaプリペイドカード「Vプリカギフト」交換開始[33]
- 2月8日 社外取締役にHeadline Asiaの田中章雄氏が就任[34]
- 2月9日 JPYCと国内シェアNo.1の企業アプリケーション統合ツール「ASTERIA Warp」との連携アダプターを提供開始｜JPYCと企業システムとの連携を加速[35]
- 3月7日 JPYC AppsにてJPYCのgiftee Boxとの交換開始[36]
- 3月28日 JPYCがAvalanche Network対応、先着1000名様にAVAXトークンの配布キャンペーンを開始[37]
- 4月18日 JPYCがAstar Network対応、先着10000名様にASTRトークンの配布キャンペーンを開始[38]

## 事業

### JPYC Prepaid
JPYC Prepaid はJPYC株式会社が発行する前払式支払手段（日本円ステーブルコイン）である。
JPYC Prepaidはパブリックブロックチェーンであるイーサリアムのトークン規格（ERC-20）で作られた自家型前払式支払手段扱いの日本円ステーブルコインである。JPYC株式会社が発行・販売している。JPYC Prepaid は前払式支払手段であるため、直接の現金化（償還）はできない。JPYC株式会社の運営する公式サービス（JPYC Apps、JPYC Bot）において常に1JPYC = 1円でプリペイドとの交換や物品の購入に利用可能である。
公式サービスでJPYCを購入すると、パブリックチェーン上（イーサリアム除く）で手数料に利用するトークンが公式から追加でもらえるキャンペーンを実施していることが特徴（Polygon→matic、Gnosis→xDAI、Shiden→SDN 、Avalanche→AVAXAstar→ASTR）。
2021年1月にJPYCを発行以降、2022年1月時点で発行総額が5億円を突破している。2022年3月時点で発行額は8億円を突破し、1月から1カ月に1億JPYCを発行するスピードでサービスを拡大させている。MetamaskやLinksなどの暗号資産ウォレットやパブリックブロックチェーン上で日本円建ステーブルコインとしても利用されている。

#### JPYC Prepaid 対応チェーン
- イーサリアムネットワーク
- Polygon Network
- Gnosis Chain（元・xDAI Chain）
- Shiden Network
- Avalanche Network
- Astar Network

#### JPYC Prepaid 利用用途
- Vプリカギフトとの交換[14]
  - 世界中のインターネットVisa加盟店での買い物などで利用
- giftee Boxとの交換[36]
  - 最大500種類のラインナップの中から、好きな商品を選べるギフト
- 松屋銀座での代理購入[45]

- 分散型ブログ　HiÐΞ（ハイド）
- 仮想通貨送受信無料の次世代メッセンジャーアプリ　Links

#### JPYC Prepaid 公式サービス
- JPYC Apps
  - Ethereum、Polygon、Gnosis、Shiden、Avalanche上のJPYC Prepaid 購入（銀行振込）
  - JPYC Prepaid の利用（Vプリカギフト・giftee Boxとの交換、川根本町宿泊券の購入）
- JPYC Bot
  - Ethereum（イーサリアム）上のJPYC Prepaid 購入（銀行振込・ビットコイン支払）
  - JPYC Prepaid の利用（Vプリカギフトとの交換）

## 加入している業界団体
- 一般社団法人日本資金決済業協会[13]
- 一般社団法人ブロックチェーン推進協会（BCCC）[46]
- 一般社団法人DeFi協会[25]
- 一般社団法人Fintech協会[47]

## 受賞など

### 2021年
- 12月7日　Forbes JAPAN「日本のスタートアップ大図鑑」200社に選出[48]
- 12月24日 代表取締役の岡部典孝、日本ブロックチェーン協会が主催する「Blockchain Award 03」のPerson of the Year（Japan）を受賞[49]

### 2022年
- 3月11日　FINOLABが主催する、国内外のFinTechスタートアップによるピッチコンテスト「FINOPITCH 2022」においてセブン銀行賞を受賞[50]

## JPYC出身の起業家
副業・起業を推奨する文化があり、設立3年目にして複数のWeb3起業家を輩出している。
- 原沢陽水：モノバンドル株式会社。NFTインフラ「Hokusai」、ブロックチェーンコード監査「Super Audit」[51]
- 徳永大輔：SUSHI TOP MARKETING株式会社。スマホNFT配信「NFT Top shot」、音声NFT配信「Audio Token Distributor」[52]
- 畠中博晶：株式会社あるやうむ。ふるさと納税×NFT、観光×NFT[53]